# もしも雪なら/今日だけは
「もしも雪なら/今日だけは」（もしもゆきなら/きょうだけは）は、DREAMS COME TRUEの37作目のシングル（両A面シングル）。2006年11月29日発売。

## 概要
- 彼らにとって2006年にリリースした唯一のシングル作品であり、前作『JET!!!/SUNSHINE』からほぼ1年ぶりの発売となる。
- 発売後間もなく「もしも雪なら」で、『FNS歌謡祭』、『ミュージックステーションスーパーライブ』といった年末の歌番組に出演をした（『FNS歌謡祭』では最後から3番目に歌唱）。しかし、『NHK紅白歌合戦』ではクリスマス後だったこともあってか、披露されなかった。
- 初回限定盤と通常盤の2形態発売でジャケットの色が異なっている。初回限定盤はDVD付。
- 両曲ともアルバム『AND I LOVE YOU』に収録。「今日だけは」はアルバムバージョンとして、「もしも雪なら」は表示はないものの、シングルとは別バージョンで収録されている。

## 収録曲

### CD
1. もしも雪なら
  - 作詞：吉田美和、作曲：中村正人・吉田美和、編曲：中村正人
  - 2006年のコンサートツアー期間中に、ツアーと並行して制作された。
  - 彼らの曲としては、「WINTER SONG」、「SNOW DANCE」、「ラヴレター」などと並ぶ、冬をテーマにした曲。
  - PVはメンバー自身によるプロデュース。このPVの過程は中村正人のブログに詳しく出ている
2. 今日だけは
  - 作詞：吉田美和、作曲：中村正人・吉田美和、編曲：中村正人
  - ロッテガーナミルクチョコレートCMソングのために書き下ろされた曲。
  - テーマは「永遠のなかよし」。姉妹、兄弟、友達など、すべての「なかよし」たちに贈る歌。
  - 「なかよし」は中村正人の「なか」、吉田美和の「よし」とダブルミーニングにもなっている。
  - 2006年のツアーのホール公演で限定披露された。以降のライブで披露された事は2010年現在ない状態である。
  - PVは、彼らとしては初めて、一般公募で選んだエキストラを出演させている。また、サッカー日本代表の佐藤寿人、勇人兄弟、前田愛・亜季姉妹、長澤まさみ、浅見れいな、市毛良枝も出演している。
3. SWEET SWEET SWEET -06 AKON MIX-
  - 原曲は、アルバム『The Swinging Star』収録曲で、ゲームソフト『ソニック・ザ・ヘッジホッグ2』のエンディング曲であった「SWEET SWEET SWEET」。このバージョンの製作にあたって、「ソニックシリーズ」の新作『ソニック・ザ・ヘッジホッグ』のために、セネガル系アメリカ人アーティストのエイコン（Akon）とコラボレーションし、14年ぶりにヴォーカルを録音し直した。
  - 彼らの楽曲をほかのアーティストがリアレンジするのは初めてのこと。
  - 同曲の英語版「SWEET DREAM -06 AKON MIX-」も制作され、こちらは配信限定となっている。

後にリアレンジ前の原曲の日本語版と英語版、本曲の日本語版と英語版の計四曲をまとめたものが、ソニック・ザ・ヘッジホッグ1＆2オリジナルサウンドトラックのDisc3として収録されている。

### DVD
初回限定盤のみ付属。
- LIVE DVD「DREAMS COME TRUE CONCERT TOUR 2006 THE LOVE ROCKS」ダイジェスト映像
- 未収録ミニドキュメンタリー映像

## 収録アルバム
- AND I LOVE YOU (#1,2、#2はALBUM VERSION)
- DREAMS COME TRUE GREATEST HITS "THE SOUL 2" (#1)
- DREAMS COME TRUE THE BEST! 私のドリカム (#1)